# Bigoteado
Bigoteado es el nombre con que se conoce en Chile, en la jerga etílica, al vino que reúne los restos (sobrantes) de varios vasos de vino que fueron dejados por otras personas. La expresión es irónica, no siendo actualmente algo que se venda en Chile.

## Descripción
El término hace alusión al vino que ha sido pasados por los bigotes de otra persona. Corresponde a los restos que se reúnen en una tinaja o recipiente para luego ser vendido por vaso y a un precio muy inferior al vino de botella.
Actualmente, el bigoteado ha generalizado su nombre y uso a la mezcla de cualquier bebida alcohólica, pudiendo elaborarse con restos de pisco, ron, jote, vino y cerveza, entre otros.[cita requerida] Su sabor suele ser considerado desagradable por quienes lo beben; de hecho, suele ser bebido para alcanzar rápidamente el estado de embriaguez con poco dinero.[cita requerida]
Es importante señalar que en estos establecimientos donde se ofrece el bigoteado, se vende igualmente el vino de la casa; el cual se obtiene de mezclar en una sola botella el vino que queda sin servir en las botellas, vale decir: el vino no bigoteado.